# Planetway Japan
Planetway Japan株式会社（プラネットウェイジャパン、Planetway Japan, inc.）は、電気通信事業を行う企業である。本社は米国カリフォルニア州のPlanetway Corporation。
日本本社は東京都港区元赤坂の赤坂Kタワー内に所在する。

## 沿革
2015年7月：日米で創業(米国本社、日本支社)
2015年11月：グローバル通信SIMサービスを全国販売開始
2016年1月：Planetway Europeを創業し、エストニア電子政府コア技術X-ROADの独自開発を開始
2017年2月：東京海上日動火災、飯塚病院間での医療データ連携による保険金プロセスデジタル化の実証実験を実施
2018年5月：協業発表の共同記者会見(3大メガバンク、2大印刷、最大手不動産、最大手損保、最大手外資コンサルなど)
2019年3月：エストニア電子政府コア技術X-ROADを最適化した、PlanetCrossの製品版リリース
2019年4月：SIMサービスを事業譲渡
2019年5月：商用化スタート、130万のユーザーサービスにPlanetCrossを利用開始
2019年7月：市川市との連携等に関する包括協定を締結
2019年8月：PlanetIDの機能完成版リリース ／ PlanetCross File Exchange機能完成版リリース

## 受賞歴
2016年12月：IBM BlueHub Open Innovation Program Automotive部門: 最優秀賞/審査員特別賞(日産自動車)/ Healthcare部門: 審査員特別賞(電通デジタル)
2017年5月：Efma&Accenture Innovation in Insurance award 2017 for connected insurance and ecosystem section 金賞受賞(世界No.1)
2017年10月：Gartner Award Asia Pacific 2017 Eye on Innovation Awards in most innovative business model section 準優勝(APEC 準優勝)